# Le Sentier
Le Sentier (toponimo francese) è una frazione del comune svizzero di Le Chenit, nel Canton Vaud (distretto del Jura-Nord vaudois).

## Storia
La frazione, dotata di una certa autonomia amministrativa, è stata istituita nel 1900 ed è il capoluogo del comune di Le Chenit; fino al 2008 è stata anche il capoluogo del distretto della Vallée.

### Simboli
Lo stemma della frazione di Le Sentier si blasona:
Lo stemma, adottato nel 1966, evidenzia la passione degli abitanti per l'industria orologiera e per la musica corale, accompagnata dalle celebri trombe da chiesa, strumenti il cui utilizzo si è diffuso nel canton Vaud nel XVIII secolo.

## Monumenti e luoghi d'interesse

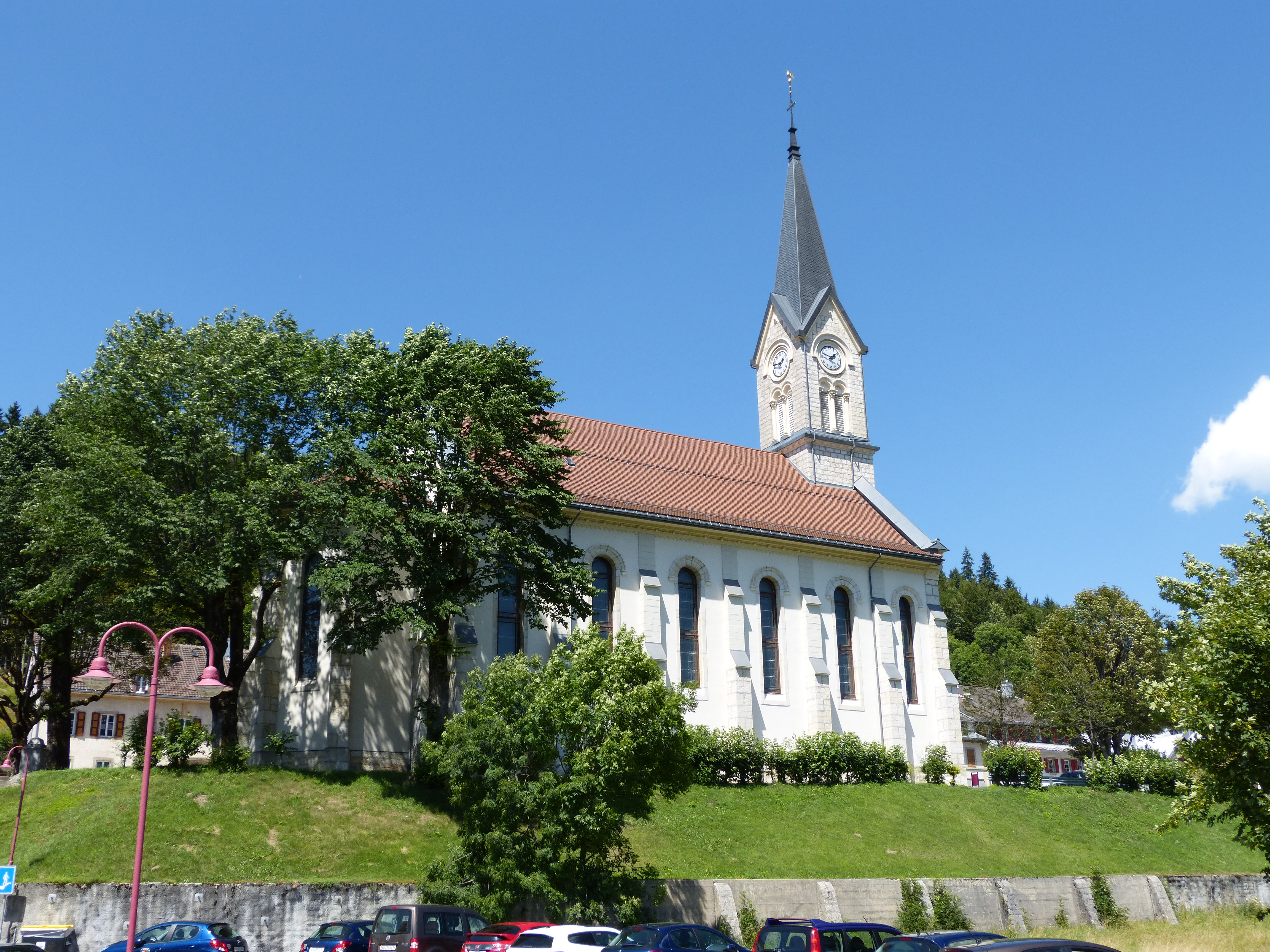
La chiesa riformata

- Chiesa riformata, eretta nel 1612 e ricostruita nel 1725 e nel 1898[1].

## Società

### Evoluzione demografica
L'evoluzione demografica è riportata nella seguente tabella:
Abitanti censiti

## Economia
Le Sentier è sede dell'azienda di orologeria Jaeger-LeCoultre.

## Infrastrutture e trasporti

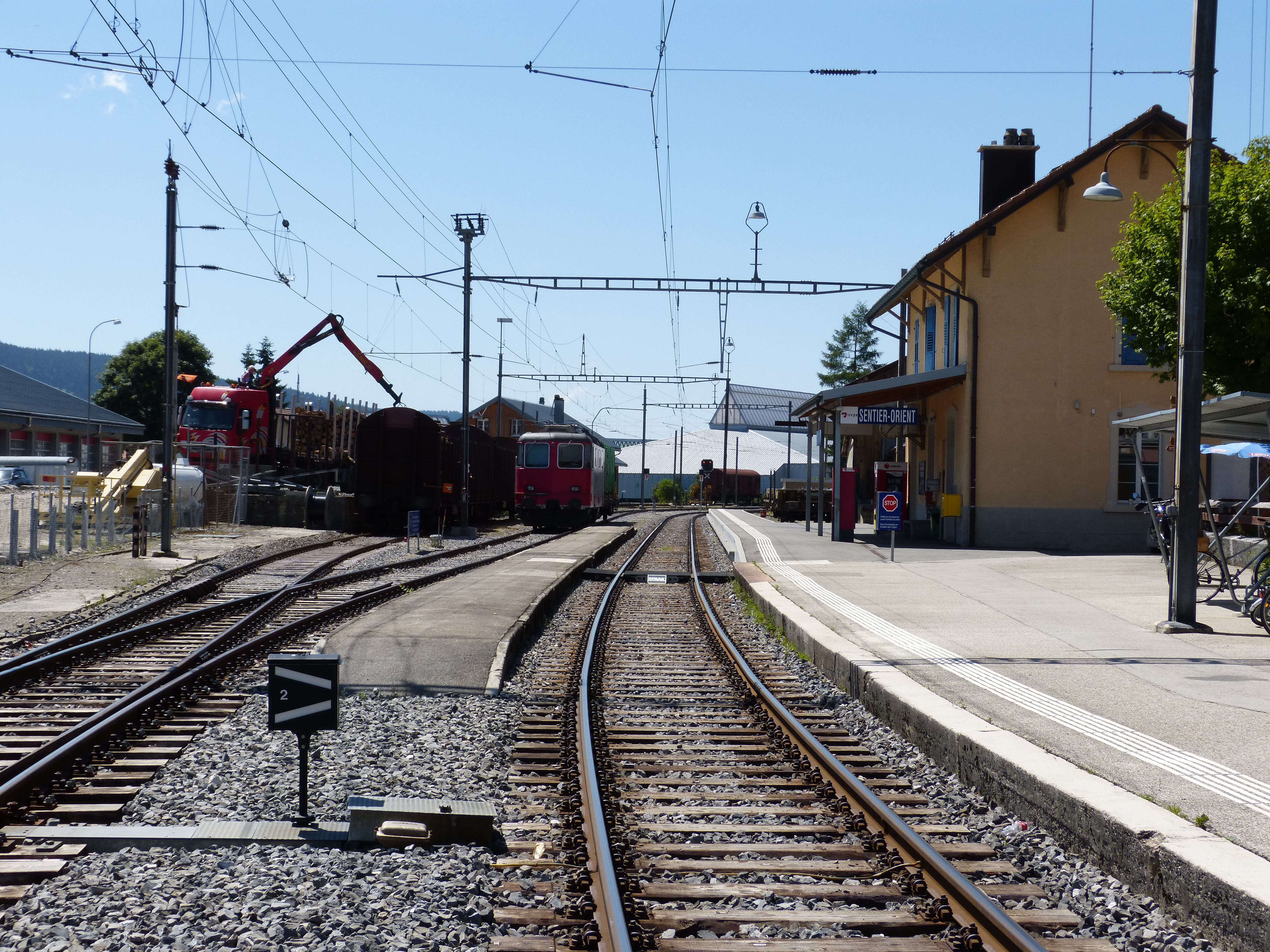
La stazione di Sentier-Orient

Le Sentier è servito dalla stazione di Sentier-Orient, lungo la ferrovia Pont-Brassus.

## Amministrazione
Ogni famiglia originaria del luogo fa parte del cosiddetto comune patriziale e ha la responsabilità della manutenzione di ogni bene ricadente all'interno dei confini della frazione.